# ماكويي أسانغولا
ماكويي أسانغولا (بالإنجليزية: Makoye Isangula) (مواليد 13 أغسطس 1964) هو ملاكم تنزاني، مثّل بلاده في الألعاب الأولمبية الصيفية 1992.

## روابط خارجية
ماكويي أسانغولا على موقع أوليمبيديا (الإنجليزية)